# 未来へ (Kiroroの曲)
「未来へ」（みらいへ）は、Kiroroの2枚目のシングル。1998年6月24日発売。発売元はビクターエンタテインメント。

## 解説
- 1997年にインディーズで既にシングルが発売されていたが、メジャーデビュー後に収録曲を変えて改めてシングル化された。
- 金城と玉城は中学3年生の時に同じ塾に通っていた。玉城が歌う曲の中にタイトルがついていない曲があり、歌いだしが「ほぉら～」だったため、金城は玉城に「『ほぉら～』の曲を歌って」と塾の授業そっちのけで歌をねだっていたという。玉城にとっては中学3年生の時に初めて作った曲で、ただの風邪をひいていただけの母親を見て重病だと思い込み、思い出の曲をプレゼントして作ろうと思ったのがきっかけだった[2]。
- タイトル曲「未来へ」は、中学校・高等学校の音楽の授業や合唱コンクールでもよく歌われ、卒業ソングとしても知られる。原曲は玉城が中学校3年生のときに母親に宛てて書いた曲であり[3]、その経緯から結婚式で両親に贈る歌としてもよく使われている。しばしばタイトルを「未来」と間違われるが、「未来へ」が正しい。
- ブルネイ・ダルサラーム国・マレーシアではこの曲が大ヒットを記録し、日本語で歌われている。
- 2006年4月26日にリミックスを施し、「未来へ〜2006MIX〜」（みらいへ にせんろくミックス）を配信限定でリリースした。
- TVアニメ「月がきれい」の挿入歌として使用されている[4]。

## 収録曲
作詞・作曲：玉城千春　編曲：重実徹
1. 未来へ
2. 天気がいい朝
3. 未来へ（オリジナル・カラオケ）
4. 天気がいい朝（オリジナル・カラオケ）

## カバー・サンプリング
- 1999年、婷婷、カバーアルバム『愛的勝利』。中国語版の曲名は「右手」。
- 2000年、劉若英、カバーアルバム『我等你』。中国語版の曲名は「後來」。
- 2005年、Sofia Källgren、カバーアルバム『東方西方』。英語版の曲名は「Life」。
- 2009年、夏川りみ、アルバム『ココロノウタ』（ライブ音源）。
- 2010年、茉奈 佳奈、カバーアルバム『ふたりうた3』。
- 2010年、徳永英明、カバーアルバム『VOCALIST 4』。
- 2013年、クリス・ハート、カバーアルバム『Heart Song』。
- 2015年、柴咲コウ、カバーアルバム『こううたう』。
- 2015年、島津亜矢、カバーアルバム『SINGER 3』。
- 2016年、リル・ピープが楽曲『LiL Kennedy』にて、本作をサンプリング。
- 2017年、Via Vallen、アルバム『Sayang』。曲名は「Sayang」[5]。
- 2017年、東山奈央、TVアニメ『月がきれい』11話の挿入歌[6]。
- 2017年、三浦透子、カバーアルバム『かくしてわたしは、透明からはじめることにした』
- 2020年、P&G「想いの架け橋プロジェクト」TV-CM、松岡修造が歌唱[7]。